# Хмельницький тролейбус
Хмельни́цький троле́йбус — чинна тролейбусна система міста Хмельницький.
Власником тролейбусної мережі є місто, забезпечення перевезення пасажирів здійснює ХКП «Електротранс» (директор — Бобух Сергій Олександрович).
Тролейбус у Хмельницькому є одним з видів громадського транспорту, що покриває як центр міста, так і віддалені від нього мікрорайони. На жаль, зараз підприємство переживає не найкращі часи. За 12 місяців 2022 року перевезено 14 837 256 пасажирів, що на 32,9% менше ніж за 2021 рік. Середній випуск на маршрути коливається в межах 64-70 тролейбусів у будні дні в години пік. Довжина маршрутів становить 491 км, а довжина контактної мережі 99,8 км. За 2023 рік тролейбусами виконано 3,5 млн км транспортної роботи.

## Історія та перспективи розвитку

### Передісторія
У 1962 році харківський інститут «Дніпрокомунбуд» розробив проєкт будівництва першої черги тролейбусного руху — лінію, завдовжки 10 км. Лінія мала пролягати від залізничного вокзалу вулицями 25 Жовтня (Проскурівська), Фрунзе (Кам'янецька) до вулиці Купріна, розворот мав здійснюватись біля пам'ятника радянському танку (зупинка «Пам'яті Героїв»). Там же мали збудувати і тролейбусне депо та тягову підстанцію. Рух планували відкрити 1963 року, та проєкт відклали до 1968 року.

### Радянські часи

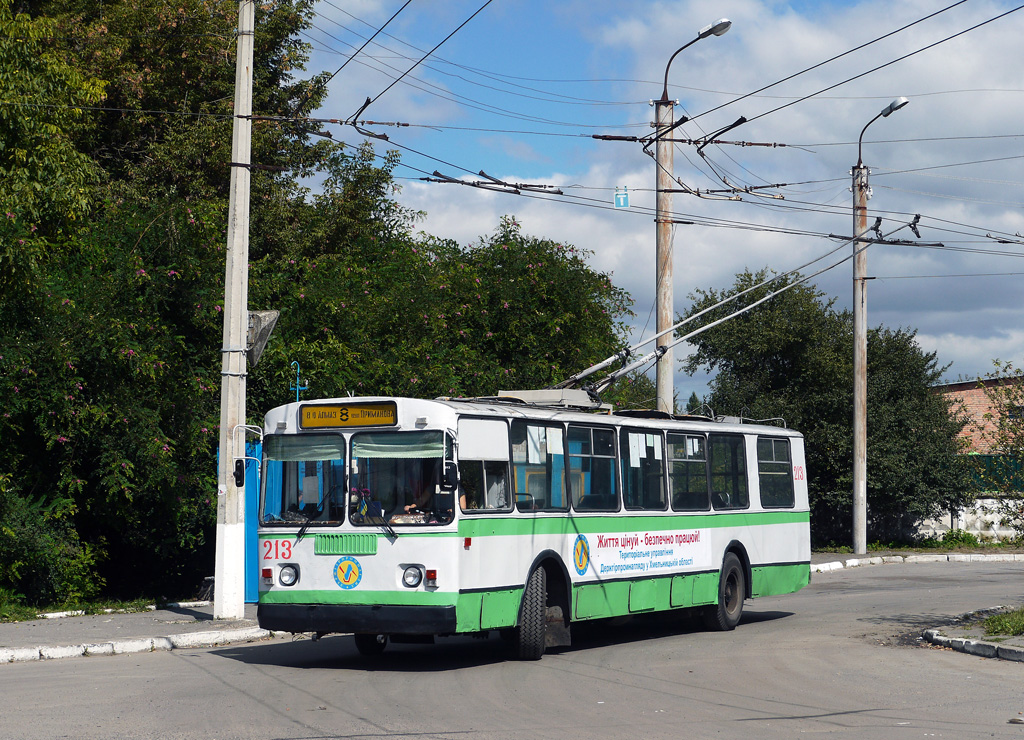
ЗіУ-682 (№ 213)

1950—1960-ті роки ознаменувались бурхливим розвитком Хмельницького, промисловою розбудовою і значним підйомом житлового будівництва, як наслідок — зростанням населення. Всі ці чинники обумовили якнайшвидше розв'язання проблеми надійного громадського транспорту. 1968 року розпочалось зведення тролейбусного депо і всієї необхідної інфраструктури. Для відкриття тролейбусного руху у Хмельницькому з Києва прибули 14 тролейбусів Київ-6 (№ 1—14).
Тролейбусний рух у Хмельницькому започатковано у 1970 році. 24 грудня 1970 року, о 16:15, голова виконкому міської ради К. Карлов перерізав червону стрічку, і перший тролейбус під оплески учасників мітингу виїхав з воріт депо. Слідом за ним, з інтервалом руху 5-7 хвилин, вирушають ще 11 машин…", — так повідомляло обласне радіо про початок тролейбусного руху в Хмельницькому. Цікаво, що тролейбус під № 1 на вулиці міста вивели жінки — Марія Коваль та Світлана Михальова. Регулярний рух містом почали 12 тролейбусів марки «Київ-6», перший начальник управління — Чернишен Петро Пилипович, а перші пасажири — члени міськвиконкому, фахівці та будівельники, адміністрація управління, жителі міста. Вулицями Хмельницького почали курсувати 12 тролейбусів Київ-6, спеціально надійшли зі столиці УРСР.
На початку 1971 року місто отримало ще 11 тролейбусів Київ-6 (№ 15—25).
За рік було зведено нову лінію до промзони — у мікрорайон «Ракове», а саме до Школи № 9, туди ж і було продовжено маршрут № 1. Для неї було додатково придбано ще 24 тролейбуси ЗіУ-5 (№ 26-49). Впродовж 1971 року хмельницькими тролейбусами було перевезено 16,8 млн чоловік.
1972 року було відкрито маршрут № 2 «Завод „Катіон“ — Взуттєва фабрика» (зуп. «Кінотеатр „Сілістра“»), по Староконстянтинівському шосе та проспекту Миру, який значно покращив сполучення Північного мікрорайону з центром міста. До кінця 1972 року підприємство придбало ще 5 тролейбусів ЗіУ-5Д (№ 50—54) та 25 тролейбусів ЗіУ-682Б (№ 55—79), що надало початок експлуатації нової моделі для міста.
1973 року відкрито рух тролейбусів за маршрутом № 3 «Взуттєва фабрика — Школа № 9». У цьому ж році побудовано нову лінію вулицею Інститутською, відкрито новий маршрут № 4 «Вулиця Інститутська — Залізничний вокзал».
За 1975 рік було перевезено 29 380 тис. пасажирів та придбано 9 тролейбусів ЗіУ-682Б.
1976 року побудовано односторонню лінію по вулиці Куйбишева — у грудні 1976 року відкрито кільцевий маршрут за годинниковою стрілкою № 5 «Вул. Зарічанська — Вул. Проскурівська», у лютому 1977 року відкритий ще один кільцевий маршрут проти годинникової стрілки на Зарічанському масиві № 6 «Площа Героїв Сталінграду (Взуттєва фабрика) — Вулиця Проскурівська». 1976 року була розпочата експлуатація нової моделі тролейбусів ЗіУ-682В в кількості 11 одиниць (№ 89—99), у 1977 році було докуплено ще 7 одиниць (№ 100—106), у 1978 році — 16 одиниць (№ 107—122) та у 1979 році — 1 тролейбус (№ 123).
На початку 1980 року діяли такі маршрути:
| № | Початковий пункт         | Кінцевий пункт                                  | Маршрут руху |
| - | ------------------------ | ----------------------------------------------- | --- |
| 1 | Завод «Катіон»           | Школа № 9                                       | вул. Тернопільська, вул. Кам'янецька, вул. Подільська, вул. Проскурівська, вул. Шевченка, вул. Чорновола                                           |
| 2 | Завод «Катіон»           | Площа Героїв Сталінграду (кінотеатр «Сілістра») | вул. Тернопільська, вул. Кам'янецька, вул. Подільська, вул. Проскурівська, Староконстянтинівське шосе, проспект Миру                               |
| 3 | Школа № 9                | Площа Героїв Сталінграду                        | вул. Чорновола, вул. Шевченка, Староконстянтинівське шосе, проспект Миру                                                                           |
| 4 | Вулиця Інститутська      | Залізничний вокзал                              | вул. Інститутська, вул. Кам'янецька, вул. Подільська, вул. Проскурівська                                                                           |
| 5 | Вулиця Зарічанська       | Вулиця Проскурівська                            | вул. Зарічанська, Староконстянтинівське шосе, вул. Проскурівська, вул. Кам'янецька, вул. Маршала Рибалка (нині — Степана Бандери, вул. Зарічанська |
| 6 | Площа Героїв Сталінграду | Вулиця Проскурівська                            | проспект Миру, вул. Маршала Рибалка, вул. Подільська, вул. Проскурівська, Староконстянтинівське шосе, проспект Миру                                |

У 1980 році було побудовано лінію завдовжки 500 м по вулиці Молодіжній, що дозволило організувати нові маршрути з позначкою «А» на Південно-Західному масиві. З того моменту вулицею Інститутською почали курсувати такі маршрути: 1А, 2А, та 4 (як і раніше).
В 1981 році у зв'язку з відкриттям нових маршрутів та стрімким розгалуженням тролейбусної мережі, місто продовжило поповнювати парк новими тролейбусами ЗіУ-682В у кількості 26 одиниць (№125-150), в 1983 - 11 тролейбусів (№151-161).
Восени 1982 року була побудована лінія завдовжки 1,7 км по вул. Шевченка, та Подільській, почали працювати два нових маршрути № 7 та 7А, а у грудні 1984 року стала до ладу нова мережа завдовжки 1,2 км по вулиці Дзержинського. Маршрути № 1 та № 1А припинили свою роботу. Натомість запрацював новий кільцевий маршрут № 1 «к-тр „Сілістра“» — «Школа № 6», таким чином відкривши лінію по вулиці Свободи. Даний маршрут працював лише в годину-пік.
Від 1984 року — директором був призначений Солтик Олександр Іванович, на роки керівництва якого припав найбільший розвиток тролейбусного підприємства. Загалом у місті діяло вже 9 маршрутів, тролейбусний парк нараховував 102 машини. В цьому ж році було придбано 6 тролейбусів ЗіУ-682В (№162-167), в 1985 - також 6 одиниць (№168-173).
Починаючи з 1986 року, в місто почали поступати нова модель тролейбусів ЗіУ-682В [В00] в кількості 12 одиниць (№174-185), 8 одиниць в 1987 році (№186-193) та 10 одиниць в 1988 році (№194-196; 198; 200-205).  Разом з ними в одній партії поступили 2 тролейбуси моделі ЗіУ-682В-012 [В0А] (№197 та 199).
1988 року ухвалено рішення вивільнити центральну вулицю міста від транспорту й зробити її пішохідною зоною. Таким чином, тролейбусні дроти перенесли з Проскурівської на Театральну. У зв'язку з цим більшість маршрутів зазнали змін. Таким чином маршрут № 2 став курсувати по вул. Театральній, маршрут № 4 почав курсувати від Школи № 9 до центру міста з розворотом по вул. Свободи, Театральній, Кам'янецькій, та Подільській. Маршрут № 5 як і донині почав курсувати по вул. Шевченка, Свободи та Подільській, далі не зазнававши змін. Маршрут № 6 скоротили до Кооперативного технікуму. За 1988 рік підприємством було перевезено 59,7 млн пасажирів.
1989 року, з метою покращення обслуговування пасажирів мікрорайону «Ракове» і села Книжківці (тепер у складі міста), за кошти заводу трансформаторних підстанцій побудовано лінію в середину мікрорайону «Ракове» нею було подовжено маршрути № 3 та 4 на 1,6 км.
1989 року за гроші заводів «Термопластавтомат» та «Нева» було побудовано та відкрито лінію (у 1991 р.) вулицями Проскурівського Підпілля та Курчатова до Гречанської промзони, куди й запустили маршрут № 8. За цей рік було куплено 20 тролейбусів ЗіУ-682В-012 [В0А] (№206-225).
В 1990 році було придбано 10 тролейбусів ЗіУ-682В-013 [В0В] (№226-235).
1991 став своєрідним бумом для підприємства, адже за цей рік місто купило 30 тролейбусів нової моделі ЗіУ-682Г [Г00] (№236-265), що востаннє було здійснено ще в 1972 році.
Наприкінці 1980 — на початку 1990-х років на перехресті вулиць Кам'янецької та Подільської почалося будівництво підземного переходу. На той момент не обійшлося і без внесення змін руху тролейбусів. Саме в цей момент стартувало будівництво контактної мережі по вулиці Примакова та Соборній в протилежну сторону (оскільки вулиця мала односторонній рух як для тролейбусів, так і для всіх видів транспорту) щоб мікрорайон Виставка та Заріччя не залишалися без електротранспорту, на вул. Соборній було організовано, на час будівництва, двосторонній рух. Оскільки у 1991 році було запущено новий маршрут № 8, аби на доволі тривалий час не залишати мешканців мікрорайону Гречани без тролейбусу, було вирішено змонтувати лінію завдовжки 250 м від вул. Проскурівської до вул. Подільської, вулицею Котовського (нині Проскурівського Підпілля). На той момент контактну мережу по пішохідній частині вулиці Проскурівської ще не встигли зняли, що зіграло велику роль у здійсненні плану об'їзду.

### Часи незалежної України
На початку 1992 року діяло 11 маршрутів:
| №     | Початковий пункт     | Кінцевий пункт           | Маршрут руху | Кількість випусків |
| ----- | -------------------- | ------------------------ | --- | ------------------ |
| 1     | Школа № 6            | Площа Героїв Сталінграду | вул. Свободи, вул. Зарічанська, Староконстянтинівське шосе, Проспект Миру, вул. Маршала Рибалка, вул. Зарічанська, вул. Свободи | 3 (у годину-пік)   |
| 2, 2А | Завод «Катіон»       | Площа Героїв Сталінграду | вул. Тернопільська, вул. Інститутська, вул. Кам'янецька, вул. Театральна (нині — Героїв Майдану), вул. Свободи, вул. Проскурівська, Староконстянтинівське шосе, проспект Миру                                                           | 7                  |
| 3     | Кінотеатр «Сілістра» | Ракове                   | просп. Миру, Староконстянтинівське шосе, вул. Шевченка, вул. Чорновола, вул. Майборського, вул. Довженка | 8                  |
| 4     | Ракове               | Торговельний центр       | вул. Довженка, вул. Майборського, вул. Чорновола, вул. Шевченка, вул. Свободи, вул Театральна, вул. Кам'янецька, вул. Подільська, вул. Свободи, вул. Шевченка, вул. Чорновола, вул. Майборського, вул. Довженка                         | 16                 |
| 5     | Міська лікарня       | Вулиця Зарічанська       | кільцевий — вул. Шевченка, вул. Свободи, вул. Кам'янецька вул. Маршала Рибалка, вул. Зарічанська, Староконстянтинівське шосе | 5                  |
| 6     | Кінотеатр «Сілістра» | Кооперативний технікум   | кільцевий — просп. Миру, вул. Подільська, вул. Соборна, вул. Примакова (Кооперативний технікум) | 12                 |
| 7, 7А | Завод «Катіон»       | Залізничний вокзал       | вул. Тернопільська, вул. Інститутська, вул. Кам'янецька, вул. Подільська, вул. Свободи, вул. Шевченка | 23                 |
| 8     | Нафтобаза            | Кооперативний технікум   | вул. Курчатова, вул. Проскурівського підпілля, вул. Кам'янецька, вул. Подільська, вул. Соборна | 10                 |
| 9     | Ракове               | Заріччя                  | вул. Довженка, вул. Майборського, вул. Чорновола, вул. Шевченка, вул. Свободи, вул. Подільська, вул. Кам'янецька, вул. Маршала Рибалка, вул. Зарічанська, вул. Совбоди, вул. Шевченка, вул. Чорновола, вул. Майборського, вул. Довженка | 7                  |

1992 року підприємство отримало тролейбус нової моделі вітчизняного виробництва Київ-11 (№ 266), з Києва та 5 зчленованих тролейбусів ЮМЗ Т1 (№ 267-271) з Дніпра.
У цьому ж році для зручності мешканців мікрорайону Ракове, було пущено новий маршрут № 9 «вул. Довженка — вул. Зарічанська» з розворотом по вул. Подільській, Кам'янецькій, Зарічанській, та Свободи.
В 1993 році аби краще сполучити мікрорайон Виставка з центром міста, було запущено новий маршрут № 10 «Кінотеатр „Сілістра“» — Торгівельний центр, оскільки в цьому році був закритий маршрут № 2а. В цьому ж році підприємство отримало незаплановані 7 тролейбусів ЗіУ-682Г [Г00] (№272-278), які спочатку були призначені для відкриття тролейбусного руху в Кам'янці-Подільському, однак в зв'язку з невдалою реалізацією проєкту, дані тролейбуси було вирішено відправити в Хмельницький.
В наступному році було придбано перших два тролейбуси ПМЗ Т2 з Дніпра (№279 та 280) та один ЗіУ-682Г [Г00] (№281).
21 листопада 1996 року маршрут № 2 було скорочено, таким чином курсувавши від з-ду «Катіон» до Школи № 6, оскільки його на половину дублював маршрут № 10.
1997 року побудовано лінію у мікрорайон «Озерна», у грудні того ж року маршрути № 6 був продовжений від кінотеатру «Сілістра» до вулиці Залізняка. Пізніше у цьому ж році пущені нові маршрути № 11(по вул. Тернопільській) та 11А Завод «Катіон» — вул. Залізняка (по вул. Інститутській). Цьогоріч було й куплено ще 6 тролейбусів ПМЗ Т2 (№282-287).
У січні 1998 року запрацював маршрут № 12 «Вулиця Залізняка — Вулиця Примакова», який дублював маршрут № 6, внаслідок чого рух маршруту № 6 було змінено.
1 жовтня 1998 року закрито маршрут № 2 у зв'язку з низьким пасажиропотоком, натомість відновили маршрут № 2а «Завод „Катіон“» — Кінотеатр «Сілістра» по вул. Інститутській.
Станом на 1 січня 2000 року діяли маршрути:
| №   | Початковий пункт     | Кінцевий пункт         | Примітка                                                               |
| --- | -------------------- | ---------------------- | ---------------------------------------------------------------------- |
| 1   | Кінотеатр «Сілістра» | Поліклініка № 1        | Лише в годину пік, кільцевий                                           |
| 2А  | Завод «Катіон»       | Кінотеатр «Сілістра»   | Через вул. Інститутську                                                |
| 3   | Вулиця Довженка      | Кінотеатр «Сілістра»   |                                                                        |
| 4   | Вулиця Довженка      | Торговельний центр     |                                                                        |
| 5   | Міська лікарня       | Вулиця Зарічанська     | Кільцевий                                                              |
| 6   | Вулиця Залізняка     | Театр ім. Старицького  | Через вул. Подільську, вул. Свободи, вул. Театральну, вул. Кам'янецьку |
| 7   | Завод «Катіон»       | Автостанція № 2        | Через вул. Тернопільську                                               |
| 7А  | Завод «Катіон»       | Автостанція № 2        | Через вул. Інститутську                                                |
| 8   | Нафтобаза            | Кооперативний технікум |                                                                        |
| 9   | Вулиця Довженка      | Вулиця Зарічанська     |                                                                        |
| 10  | Кінотеатр «Сілістра» | Торговельний центр     |                                                                        |
| 11  | Завод «Катіон»       | Вулиця Залізняка       | Через вул. Тернопільську                                               |
| 11А | Завод «Катіон»       | Вулиця Залізняка       | Через вул. Інститутську                                                |
| 12  | Вулиця Залізняка     | Кооперативний технікум |                                                                        |
| 13  | Нафтобаза            | Автостанція № 2        |                                                                        |

У березні 2001 році завершилося будівництво лінії по вулиці Льва Толстого і Львівському шосе до Речового ринку. Маршрут № 12 було продовжено до Речового ринку та запущено маршрут № 14 Автовокзал № 2 — Речовий ринок.
Наприкінці 2001 року лінію на Озерній було продовжено до вулиці Кармелюка.
У квітні 2002 року було відкрито лінію по вулиці Купріна в мікрорайон «Дубово», де розпочав свою роботу маршрут № 15.
Навесні 2002 року лінію у мікрорайоні «Озерна» було продовжено до кінця забудови.
У планах продовження лінії на Озерній було висунуто думку провести односторонню лінію навколо всього району, тобто по вулиці Панаса Мирного потім на Степана Бандери і по вулиці Озерній з виїздом на вулицю Панаса Мирного. Рішення прийняли і почали встановлювати електроопори та робити «заїздні кишені». Та на жаль проєкт «заморозили», так і не закінчивши його.
У вересні 2003 року лінію по Львівському шосе було продовжено до заводу «Катіон», маршрути № 12 та № 14, відповідно, були продовжені. У цьому ж році було відкрито маршрут № 16 Завод «Катіон» — ВО «Алмаз», з метою забезпечити сполучення Південно-Західного мікрорайону із Гречанами.
9 березня 2006 року до ладу стала нова підстанція на Озерній, що дала змогу у вересні продовжити маршрути 2а, 3 та 10 від Сілістри до Озерної.
27 червня 2006 року було відкрито лінію по Вінницькому шосе до Автостанції № 1, та лінію по вул. Зарічанській в сторону вулиці Степана Бандери, оскільки рух тролейбусів на Зарічанській був одностороннім. Це було поки що останнє розширення тролейбусної мережі у місті. Також в цьому році було придбано вперше за 10 років нові тролейбуси ЗіУ-682Г-016 (018) (№002-006).
Станом на 1 січня 2007 року діяли маршрути:
| №   | Початковий пункт       | Кінцевий пункт               |
| --- | ---------------------- | ---------------------------- |
| 1   | Кінотеатр «Сілістра»   | Поліклініка № 1              |
| 2А  | Завод «Катіон»         | Озерна                       |
| 3   | Вулиця Довженка        | Озерна                       |
| 4   | Вулиця Довженка        | Торговельний центр           |
| 5   | Міська лікарня         | Вулиця Зарічанська           |
| 6   | Озерна                 | Театр ім. Старицького        |
| 7   | Завод «Катіон»         | Автостанція № 2              |
| 7А  | Завод «Катіон»         | Автостанція № 2              |
| 8   | ВО «Алмаз» (Нафтобаза) | Вулиця Примакова             |
| 9   | Вулиця Довженка        | Вулиця Зарічанська           |
| 10  | Озерна                 | Торговельний центр           |
| 11  | Завод «Катіон»         | Озерна                       |
| 11А | Завод «Катіон»         | Озерна                       |
| 12  | Озерна                 | Завод «Катіон»               |
| 13  | ВО «Алмаз»             | Автостанція № 2              |
| 14  | Завод «Катіон»         | Автостанція № 2              |
| 15  | Вулиця Примакова       | Вулиця Городовікова (Дубове) |
| 16  | Завод «Катіон»         | ВО «Алмаз»                   |
| 17  | Завод «Катіон»         | Автостанція № 1              |

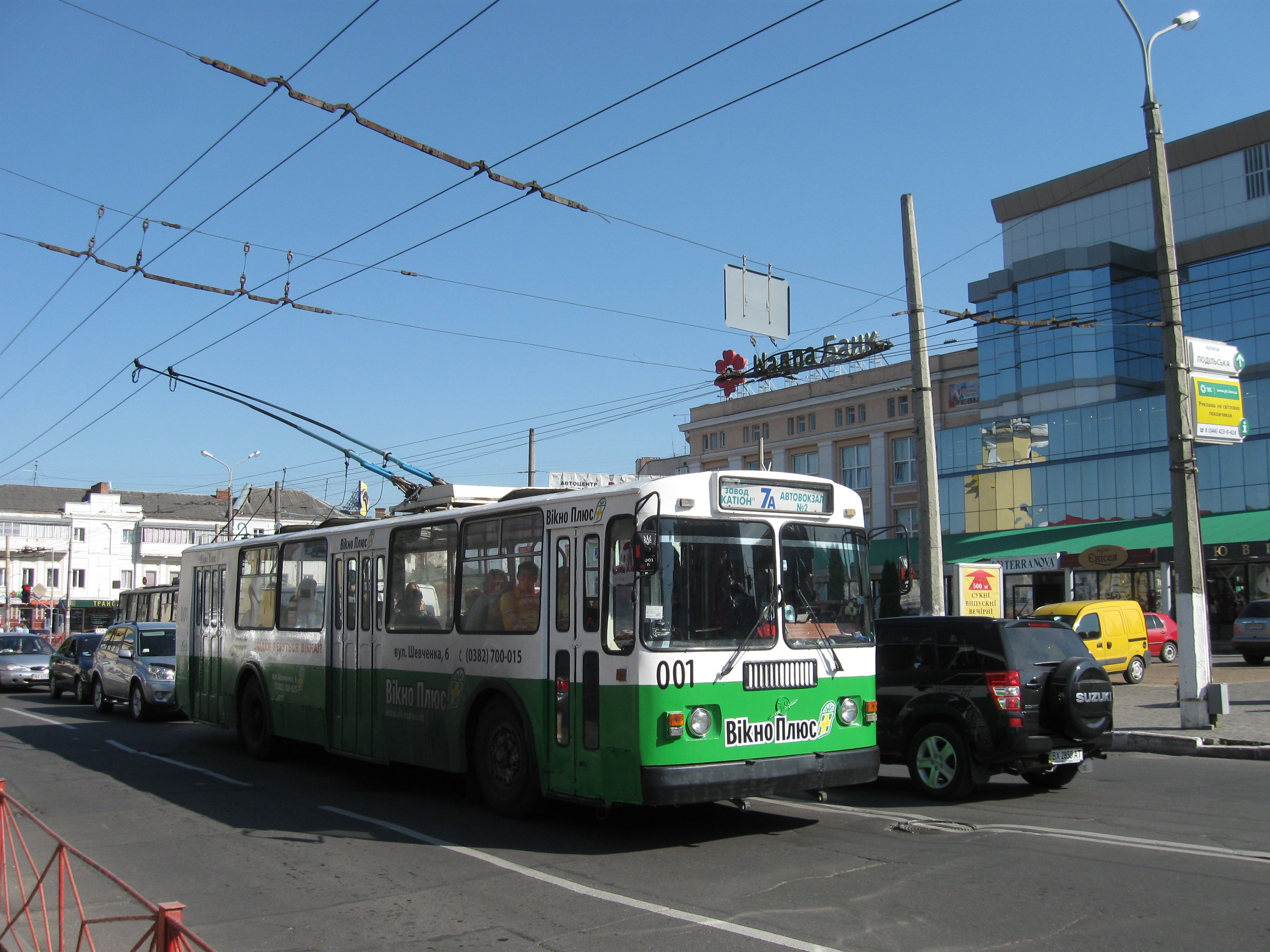
Тролейбус ЗіУ-682 в центрі міста (2009 р.)

У серпні 2008 року було придбано 2 тролейбуси з низькою підлогою Богдан Т601.11 (№009 та 010) для обслуговування пасажирів з обмеженими фізичними можливостями, які були зібрані в Луцьку та 2 тролейбуси Дніпро Е187 (№007-008), зібрані в Дніпрі.
У зв'язку з економічною кризою, у 2009 році підприємство було змушено скоротити останні рейси деяких тролейбусних маршрутів.
12 грудня 2010 року було внесено зміни — маршрути 4 і 6 було закрито, 7 та 7А продовжено у мікрорайон «Ракове», було введено нові маршрути 8А та 16А.

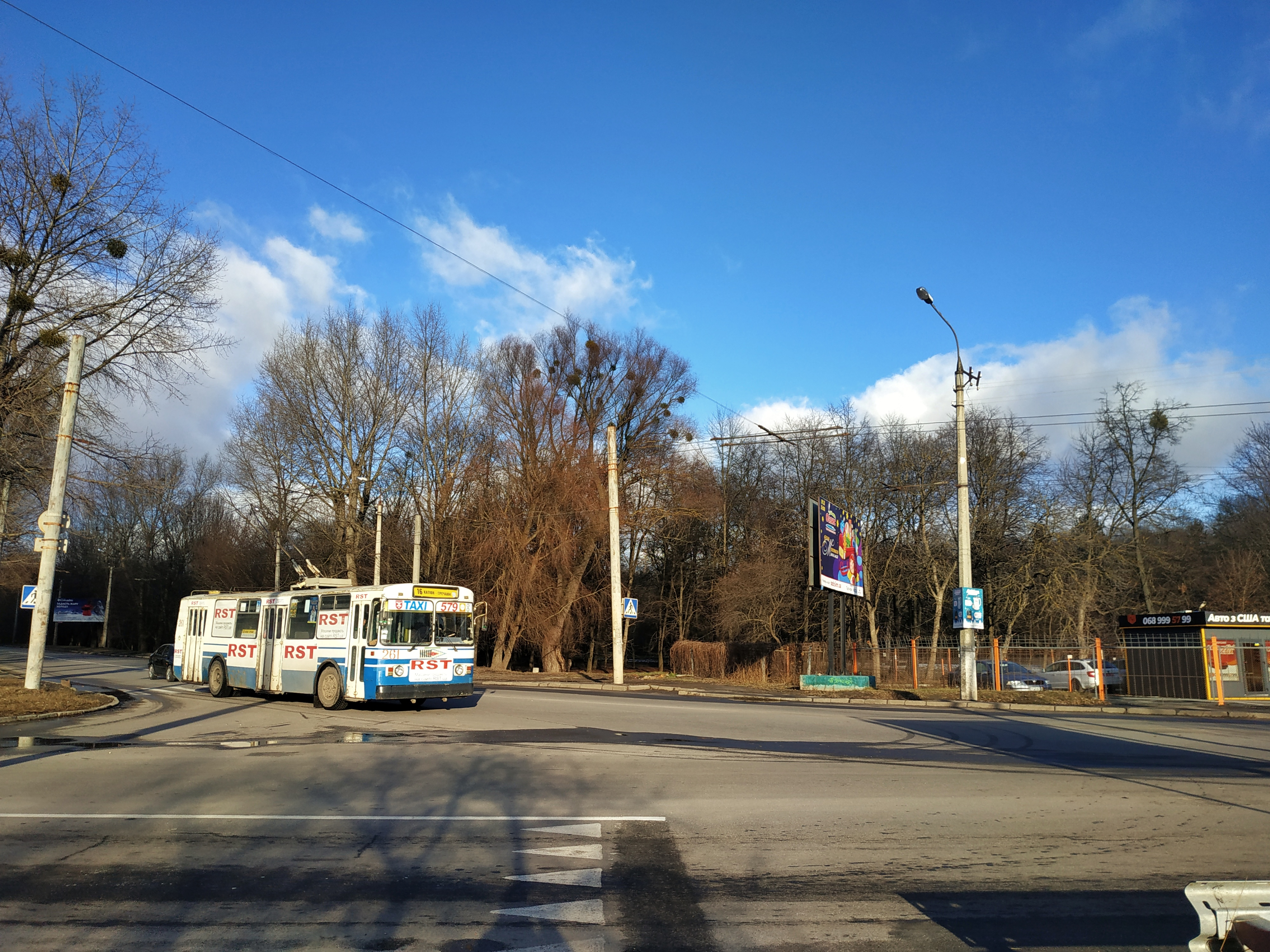
Тролейбус ЗіУ в Хмельницькому, 2020 рік

На початку 2011 року діяли маршрути:
| №   | Початковий пункт     | Кінцевий пункт      | Примітка                   |
| --- | -------------------- | ------------------- | -------------------------- |
| 1   | Кінотеатр «Сілістра» | Поліклініка № 1     |                            |
| 2А  | Завод «Катіон»       | Озерна              |                            |
| 3   | Озерна               | Вулиця Довженка     |                            |
| 5   | Міська лікарня       | Вулиця Зарічанська  |                            |
| 7   | Завод «Катіон»       | Вулиця Довженка     | Через вулицю Тернопільську |
| 7А  | Завод «Катіон»       | Вулиця Довженка     | Через вулицю Інститутську  |
| 8   | ВО «Алмаз»           | Вулиця Примакова    |                            |
| 8А  | ВО «Алмаз»           | Озерна              |                            |
| 9   | Вулиця Довженка      | Вулиця Зарічанська  |                            |
| 10  | Озерна               | Торговельний центр  |                            |
| 11  | Завод «Катіон»       | Озерна              | Через вулицю Тернопільську |
| 11А | Завод «Катіон»       | Озерна              | Через вулицю Інститутську  |
| 12  | Завод «Катіон»       | Озерна              | Через Львівське шосе       |
| 13  | ВО «Алмаз»           | Автостанція № 2     |                            |
| 14  | Завод «Катіон»       | Автостанція № 2     |                            |
| 15  | Вулиця Примакова     | Вулиця Городовікова |                            |
| 16  | Завод «Катіон»       | ВО «Алмаз»          |                            |
| 16А | Завод «Катіон»       | ВО «Алмаз»          | Через Львівське шосе       |
| 17  | Завод «Катіон»       | Автостанція № 1     |                            |

У 2011 році у Хмельницький надійшов кузов тролейбуса ЗІУ-682Г-016.05 (№ 240).
У листопаді 2013 року було вирішено побудувати нову розв'язку від Львівського шосе на Тернопільську, адже раніше після робочого дня тролейбуси маршрутів № 12, 14, 16А не мали можливості відразу заїхати у депо, а повинні були повертатися до Юності, там розвернутися і далі їхати до заводу «Катіон». Таким чином, завдяки новій лінії тролейбуси стали економити 40 хвилин.

### Сучасність
22 грудня 2014 року надійшов перший тролейбус Електрон Т19101 (№ 011), а вже 27 грудня надійшов другий тролейбус (№ 012) цієї ж моделі котрі були придбані за 4 452 000 грн, які розпочали роботу з 6 квітня 2015 року.

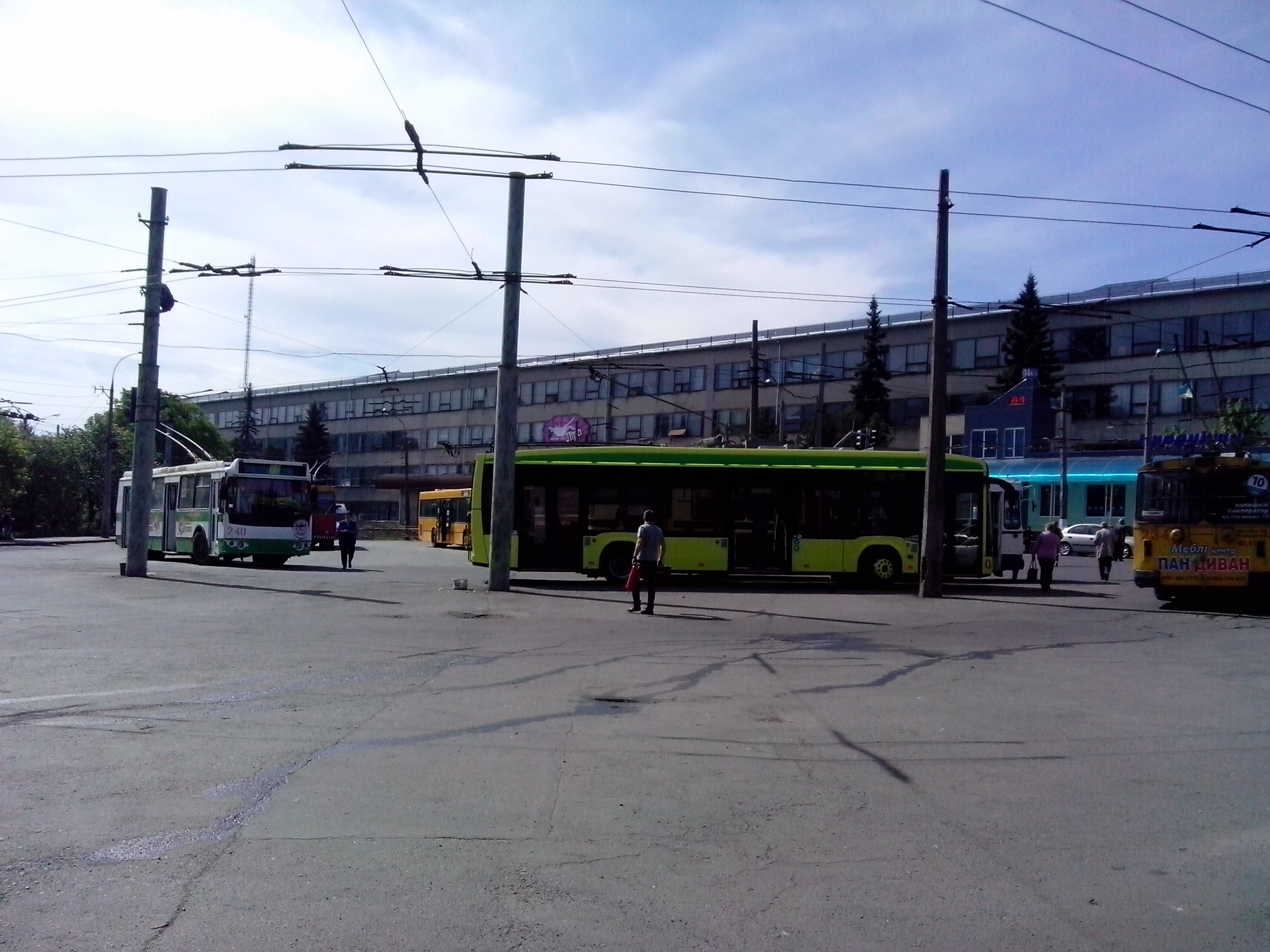
Електрон Т19101 на кінцевій «Завод „Катіон“» (травень 2015)

У червні 2015 року списано 13 тролейбусів, а 90 % парку давно відпрацював термін, було вирішено оновлювати тролейбусний парк. На підприємстві власними силами був капітально відремонтовано тролейбус ЗіУ-682Г [Г00] (№ 261), що вийшов на вулиці міста 25 вересня 2015 року.
У грудні 2015 року було змонтовано контактну мережу для з'єднання лінії по Вінницькому шосе з проспектом Миру у напрямку вулиці Степана Бандери, для відкриття маршруту 17А, і у лютому 2016 року було змонтовано контактну мережу на перетині вулиці Панаса Мирного та проспекту Миру для відкриття того ж маршруту, але проєкт відклали на невизначений термін.
30 липня 2015 року Хмельницький придбав два тролейбуса Богдан Т70117 (№ 014, 015), які розпочали роботу 13 серпня 2015 року. Наприкінці 2015 року надійшли ще два тролейбуси Богдан Т70117 (№ 016, 017).

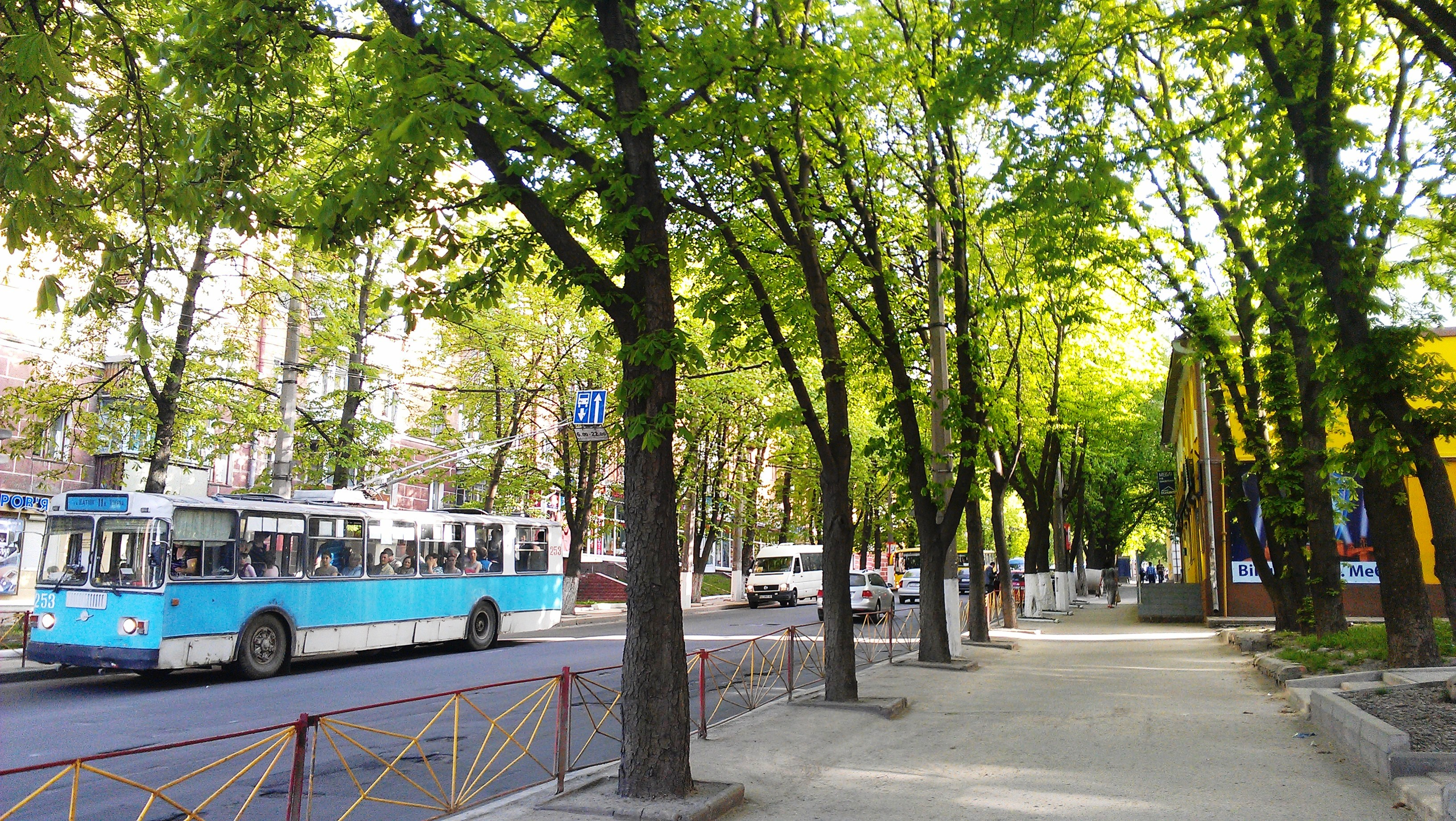
ЗіУ-682 (№ 253) на маршруті № 11А

У 2016 році у Харкові було капітально відремонтовано тролейбус ЗіУ-682В-013 (№ 253), що вийшов на маршрути на початку липня.
27 липня 2016 року прибув тролейбус Богдан Т70117 (№ 018) і ще два 9 серпня 2016 року (№ 019, 020).
27 січня 2017 року на вулиці Хмельницького вийшли 7 нових тролейбусів Богдан Т70117 (№ 021—027) та один капітально відремонтований тролейбус ЗіУ-682Г-016 (012) (№ 198).
27 грудня 2017 року введено нову транспортну мережу. Маршрути № 8, № 16А були закриті, ще 5 маршрутів зазнали змін, та відкрито 4 нових.
15 січня 2018 року прибув тролейбус з КВР у Луганській області ЗіУ-682Г00 № 275. Наприкінці січні тролейбус почав працювати на маршрутах.

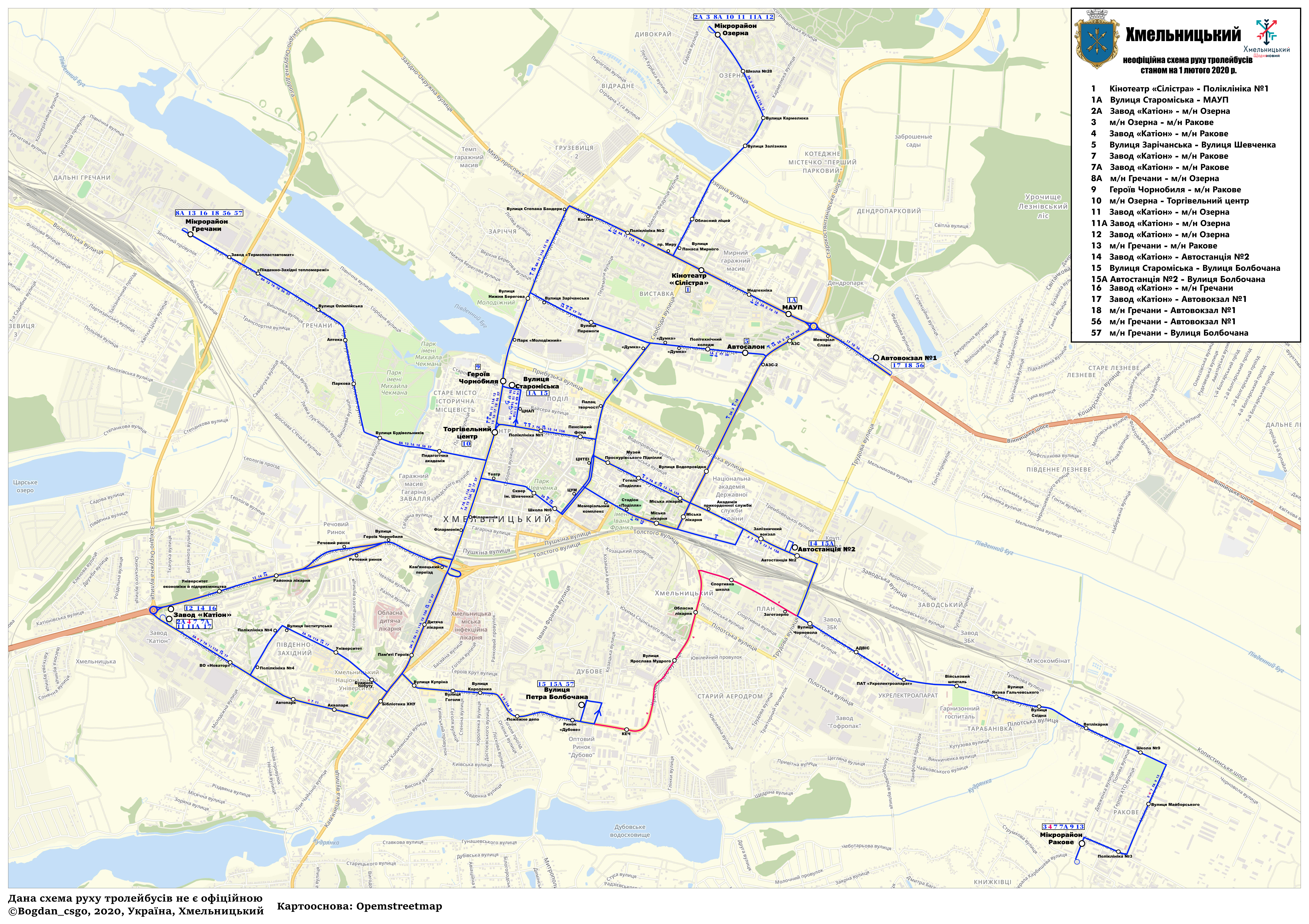
Неофіційна схема руху станом на 1 лютого 2020 року

З 20 лютого 2018 року маршрут № 16 почав курсувати по Львівському шосе до заводу «Катіон», далі рухаючись по вулицям Тернопільській та Інститутській.
Наприкінці лютого 2018 року на підприємство надійшли 7 тролейбусів Богдан Т70117 (№ 028—034), які були презентовані 6 березня 2018 року. 15 березня пройшли обкатку з подальшим виходом на маршрути міста.
У червні 2018 року було змонтовано контактну мережу для з'єднання Вінницького шосе з проспектом Миру у напрямку Автовокзалу № 1 для відкриття нового маршруту. Маршрут № 18 ВО «Алмаз» — Автовокзал №1 запрацював 1 вересня 2018 року, на маршруті зазавичай працюють 2 тролейбуси в «годину-пік» у будні дні, а у вихідні — 1 тролебус також у години-пік.
З 1 вересня 2018 року вартість одноразової поїздки в тролейбусі зросла до 3,50 грн, а у нічних — 10,00 грн.
17 січня 2019 року на території тролейбусого депо було презентовано капітально відремонтований тролейбус ЮМЗ Т2 № 285, а вже 21 січня виїхав на вулиці Хмельницького.

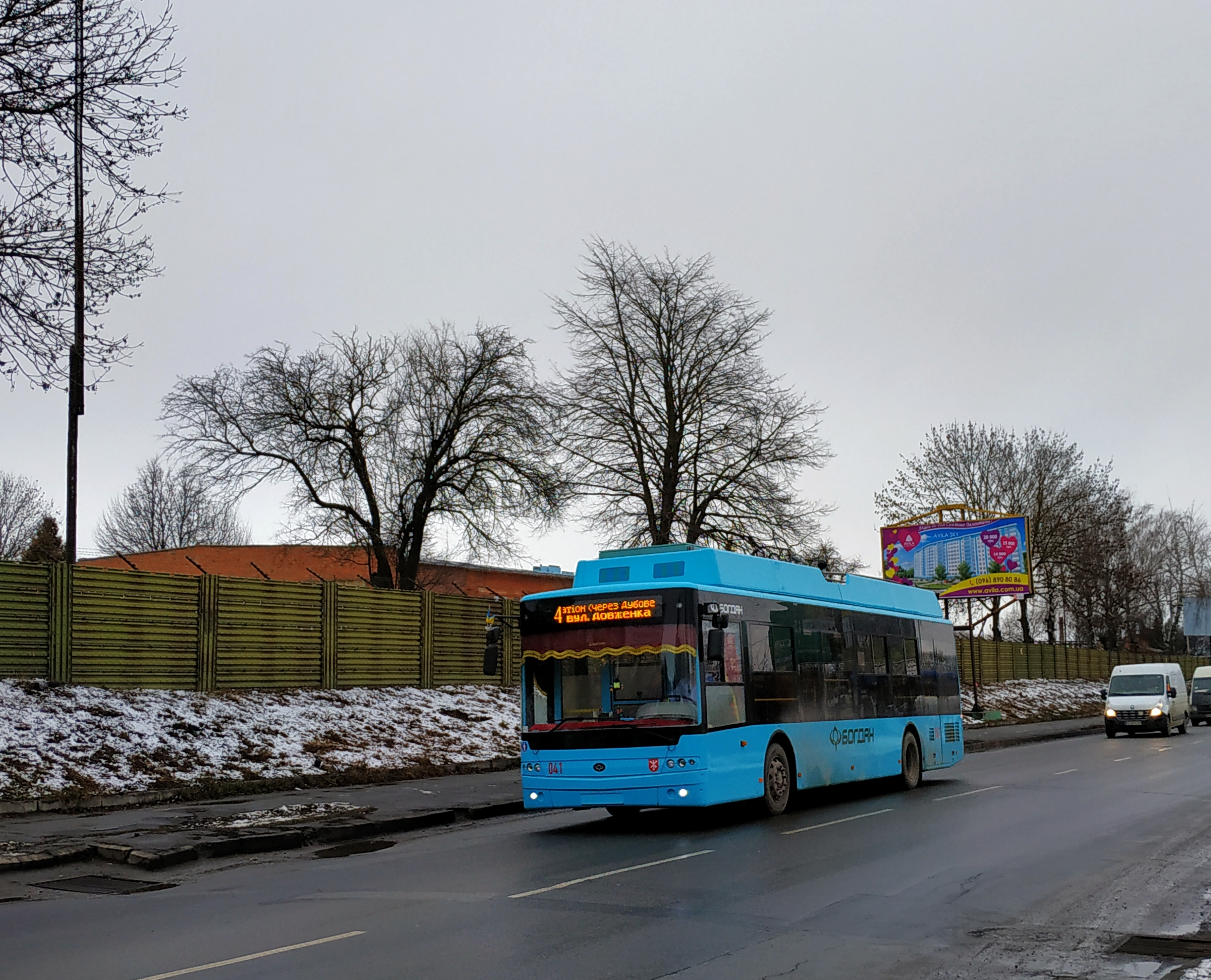
Тролейбус Богдан на автономному ходу

28 травня 2019 року змінено схему руху маршруту № 2А, відтепер він курсує за маршрутом «Завод Катіон» — «Озерна» через Старокостянтинівське шосе, як і до введення нової транспортної мережі міста у грудні 2017 року.
21 серпня 2019 року силами ХКП «Електротранс» було представлено відремонтований тролейбус ЗіУ-682Г00 (№ 237).
Наприкінці серпня 2019 року, через  нерентабельність та низький пасажиропотік, нічні тролейбуси припинили свою роботу у нічний час.

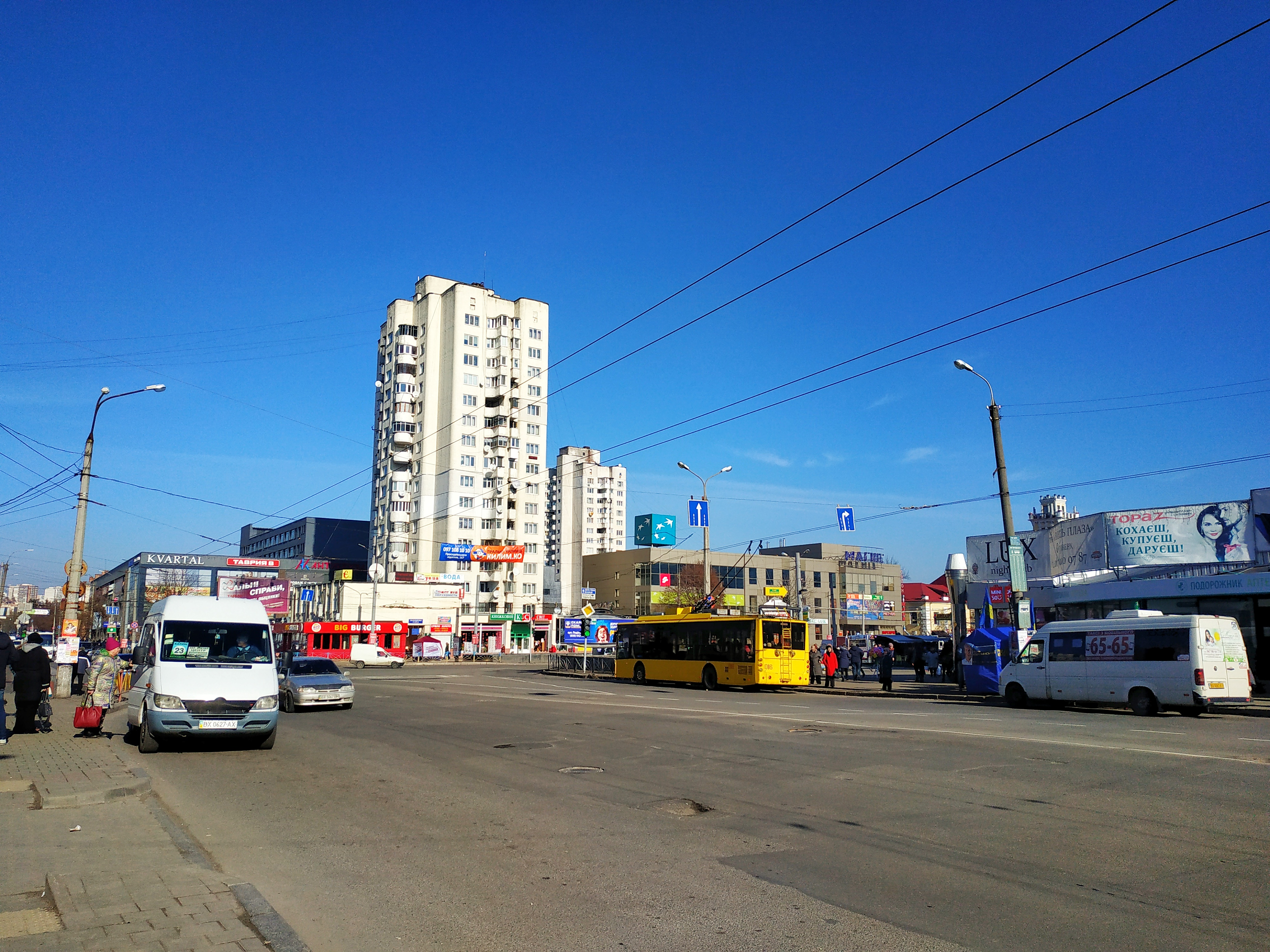
Богдан Т70117 на вулиці Кам'янецькій

29 серпня 2019 року надійшло 8 нових тролейбусів Богдан Т70117 з 10 раніше замовлених машин. Інші 4 машини були доставлені протягом 30 серпня-4 вересня 2019 року. 13 вересня 2019 року розпочали роботу на маршрутах Хмельницького 5 нових тролейбусів Богдан Т70117, які оснащені тяговими акумуляторами і можуть проїхати на автономному ходу до 5 км.
У листопаді 2019 року до тролейбусного депо надійшли 5 тролейбусів з автономним ходом Богдан Т70117 (№ 040—044). Презентація та вихід на лінію відбулася 29 січня 2020 року. Нові тролейбуси працюють на маршруті № 4 «Завод Катіон — Ракове», і пролягають вулицями Гетьмана Мазепи, Князя Святослава Хороброго та Чорновола, де немає контактної мережі. Це було найбільше придбання тролейбусів за 29 років.
З 25 лютого 2020 року розпочав свою роботу у тестовому режимі маршрут № 4А «Завод „Катіон“ — Ракове», який курсує вулицями Гетьмана Мазепи, Князя Святослава Хороброго, Пілотською та Чорновола (маршрут обслуговує лише 1 тролейбус).
31 липня 2024 року Хмельницьке КП «Електротранс» уклало угоду з Чернігівським автозаводом та ТОВ «Політехносервіс» на виготовлення 44 тролейбусів Еталон Т122, 8 з яких обладнані можливістю автономного ходу, що дозволяє пересуватись без контактної мережі до 20 км та дозволяє запустити нові маршрути тролейбуса на затребуваних напрямках міста.
У лютому 2025 року на вулицях Чернігова було помічено на обкатці новий тролейбус Еталон Т122, який вироблено для міста Хмельницький в рамках кредиту ЄБРР. Тролейбус вже пофабрований у фірмову ліврею міста та таким чином по прибуттю до Хмельницького машина буде обслуговувати маршрути міста.

### Впровадження АСООПП
Станом на лютий 2021 року триває впровадження автоматизованої системи обліку оплати проїзду («Електронний квиток»). У тролейбусах встановлені валідатори, які забезпечують облік кількості пасажирів пільгових категорій. Такі пасажири зобов'язані валідувати проїзні картки, а за їхньої відсутності — оплатити проїзд кондуктору або водієві. Картки видаються безоплатно підрозділами управління праці та соціального захисту населення Хмельницької міської ради тим громадянам, які зареєстровані на території Хмельницької ОТГ.
Триває підготовка до продажу проїзних карток для непільгових категорій пасажирів. Таку картку потрібно буде поповнювати на довільну суму, надалі використовуючи для оплати проїзду. Передбачається, що всі кондуктори будуть вивільнені, а їхню функцію виконуватимуть водії. Виконання правил оплати проїзду забезпечуватимуть контролери.
1 липня 2021 року приймання готівки в тролейбусах для оплати проїзду припинене.
Вартість проїзду за умови оплати проїзною карткою — 5 ₴, банківською карткою — 6 ₴. Доступна також оплата з допомогою розміщених у тролейбусах QR-кодів, які потрібно сканувати додатком «Приват24». Місячні та квартальні проїзні квитки залишилися чинними.
Право на проїзд у тролейбусах особам, які користуються пільгою, дає персоніфікований електронний квиток після його реєстрації в АСООП (автоматизована система обліку оплати проїзду), який потрібно провалідувати, а також мати при собі оригінал відповідного посвідчення.

### Хмельницький тролейбус під час карантину
У зв'язку з пандемією коронавірусу, що не обійшла й Хмельницький, з 11 березня в тролейбусах стало неможливим перевозити більше 10 пасажирів одночасно. 20 березня було скасовано пільговий проїзд у зв'язку з тим, що з 10 дозволених пасажирів пільговиків — 8. З 24 березня роботу тролейбусів скоротили в робочі дні до 21:00, а в вихідні — до 20:00. З 31 березня в тролейбусах дозволено було перевозити 50% сидячих місць. З 8 квітня було змінено тролейбусні маршрути № 8а, 11,11а, 12 та 17, розділивши їх. Ці маршрути курсували таким чином:
Робочі дні:
8а — Гречани — вул. Староміська — 3 тролейбуси;
8а — Озерна — вул. Староміська — 2 тролейбуси;
11 — з-д «Катіон» — вул. Староміська (по вул. Тернопільській) — 1 тролейбус;
11 — Озерна — вул. Староміська —  2 тролейбуси
11а — з-д «Катіон» — вул. Староміська (по вул. Інститутській) — 3 тролейбуси;
11а — Озерна — вул. Староміська —  3 тролейбуси;
12 — з-д «Катіон» — вул. Староміська (по Львівському Шосе) — 1 тролейбус
12 — Озерна — вул. Староміська — 1 тролейбус (курсував лише до 15:00)
17 — з-д «Катіон» — вул. Староміська (по вул. Інститутській) —  2 тролейбуси
17 — Автостанція №1 — вул. Староміська — 3 тролейбуси
Вихідні дні:
8а — Гречани — вул. Староміська — 1 тролейбус
8а — Озерна — вул. Староміська — 1 тролейбус;
11 — з-д «Катіон» — вул. Староміська (по вул. Тернопільській) — 1 тролейбус;
11 — Озерна — вул. Староміська — 1 тролейбуси
11а — з-д «Катіон» — вул. Староміська (по вул. Інститутській) — 3 тролейбуси;
11а — Озерна — вул. Староміська — 2 тролейбуси;
12 — з-д «Катіон» — вул. Староміська (по Львівському Шосе) — 2 тролейбуси (після 16:00 — 1 тролейбус)
12 — Озерна — вул. Староміська — 1 тролейбус
17 — з-д «Катіон» — вул. Староміська (по вул. Інститутській) — 3 тролейбуси (після 15:30 — 2 тролейбуси)
17 — Автостанція №1 — вул. Староміська — 2 тролейбуси (після 15:30 — 1 тролейбус)
Маршрут № 1а був тимчасово відмінений.
18 квітня робочий день тролейбусів тривав лише до 17:00, а протягом 19-20 квітня на вулиці міста виїхали лише тролейбуси маршрутів 4, 7А, 10, 12, 13, 16 та 17, які первозили пасажирів зі спецпосвідченнями з 07:00 до 08:00 та з 17:00 до 18:00. В інший час тролейбуси не працювали.
24 квітня тролейбуси почали перевозити лише пасажирів з спецпосвідченнями. Такі превезення застосовувались з 6:00 до 10:00 та з 16:00 до 19:00.
15 травня було змінено час роботи тролейбусів за спецперепустками, а саме з 07:00 до 09:00 та з 17:00 до 19:00.
23 травня маршрути 8а, 11, 11а, 12, 17 були повернені до звичних маршрутів.
6 червня час роботи тролейбусів продовжили в робочі дні до 22:30, а в вихідні до 21:00.
9 червня час роботи тролейбусів продовжили згідно з докарантинним режимом.
14 липня на вулиці міста з 07:00 до 09:30 та з 17:00 до 19:00 виходять додаткові 12 тролейбусів, які перевозять лише пасажирів, що оплачують проїзд.
1 вересня на маршрутах повернули випуск тролейбусів, як і в докарантинний період.
2 вересня було відновлено маршрут 1а, але через низький пасажиропотік маршрут не діє з 22 вересня 2020 р.
25 листопада на час карантину повернено раніше закритий маршрут 8 — «ВО „Алмаз“ — вул. Староміська».
3 березня 2021 року запроваджено новий тролейбусний маршрут № 19, сполученням «Вул. Довженка –Торгівельний Центр».
12 лютого 2021 року запроваджений новий тролейбусний маршрут № 20 — «Вул. Староміська — Озерна».

### Хмельницький тролейбус під час воєнного стану з 24.02.2022
У перший день російського вторгнення, у місті була запроваджена комендантська година до 22:00, у зв'язку з чим тролейбуси працювали лише до 21:30. Одразу ж на наступний день міська влада ввела комендантську годину з 06:00 до 21:00, відповідно транспорт працював до 21:00. З 28 лютого в тролейбусах тимчасово ввели готівкову оплату через технічних збоїв у роботі платіжних терміналів «Ibox», «Easypay» та загалом мережі Інтернет по всій країні. Гроші можна давати працівнику касового збору, який буде присутній у тролейбусі, або водієві.
З 1 березня випуск тролейбусів скоротили зі звичних 75 до 54 в робочі дні та з 59 до 45 в вихідні дні. Також в той самий день тимчасово припинили роботу маршрути №1 та №8, маршрут №18 працює лише в робочі дні. З 7 березня громадський транспорт став курсувати з 06:30 до 20:30.
Тролейбуси працювали таким чином з 01.03. по 04.04.2022:
2а — Катіон — Озерна — 1 тролейбус лише в робочі дні в час пік
3 — Озерна —Ракове  — 3/1
4 — Катіон —Ракове (через Дубове)  — 2/2
4а — Катіон —Ракове (через Дубове, по вул. Пілотській)  — 1/1
5 — вул.Шевченка —вул. Зарічанська — 2/2
7 — Катіон —Ракове (по вул. Тернопільській)  — 3/2
7а — Катіон —Ракове (по вул. Інститутській)  — 4/4
8а — Озерна —Гречани  — 2/2
9 —  Ракове — Героїв Чорнобиля  — 3/3
10 — Озерна — Торговельний центр  — 3/3
11 — Катіон —Озерна (по вул. Тернопільській)  — 3/2
11а — Катіон —Озерна (по вул. Інститутській)  — 6/4
12 —  Катіон —Озерна (по Львівському шосе) — 2/3
13 — Ракове —Гречани  — 3/2
14 — Катіон —Автостанція №2 (по Львівському шосе)  — 3/3
15 — вул. Болбочана —вул. Староміська  — 2/2
15а — вуд. Болбочана —Автостанція №2  — 1/1
16 — Катіон —Гречани  — 2/2
17 — Каітон —Автостанція №1  — 3/4
18 — Гречани —Автостанція №1 (по Проспекту Миру) —1 тролейбус лише в робочі дні в час пік
19 — Ракове —Торговельний центр  — 1 тролейбус лише в робочі дні
20 — Озерна — вул. Староміська - 1 тролейбус лише в робочі до 14:00
56 — Гречани —Автостанція №1 (по вул. Зарічанській) — 1/1
57 — Гречани —вул. Болбочана — 1/1
З 1 квітня комендантську годину в Хмельницькому скоротили з 22:00 до 06:00. Вробочі дні транспорт працював з 06:30 до 21:15. В вихідні графік руху тролейбусів не зазнав змін.
З 5 квітня на маршрути додали випуск тролейбусів, відновили свою роботу маршрути №1 та №8. По одному тролейбусу додали на маршрути №3, 7, 7а, 13, 15а, 16, 17. Сумарно випуск збільшився до 63 тролейбусів.
З 15 квітня в Хмельницькому скоротили комендантську годину з 23:00 до 05:00, тому було вирішено продовжити рух транспорту. Більшість тролейбусів працювали до 22:30, останніх 2 тролейбуси завершували роботу о 23:00. Випуск в будні становив 65 тролейбусів в першу зміну та 56 тролейбусів в другу зміну. В вихідні рух тролейбусів продовжили до 22:00, однак випуск залишився в скороченому форматі: 45 тролейбусів в першу зміну та 37 тролейбусів в другу зміну.
10 жовтня Росія здійснила масований ракетний удар по енергетичній інфраструктурі України, що неабияк вплинуло на рух електротранспорту в усіх містах України.
11 жовтня на вулицях міста зранку випустили лише 4 тролейбуси по маршруту №3, на маршрути №11 та 11А вивели 3 автобуси підприємства. З обіду змогли випустити ще 9 тролейбусів на маршрути:
10 - 3 тролейбуси
15 - 2 тролейбуси
15А - 1 тролейбус
19 - 2 тролейбуси
20 - 1 тролейбус.
Також тролейбуси не курсували до Південно-Західного мікрорайону, що унеможливило заїзд тролейбусів в депо, тому понад півтора десятка тролейбусів вимушені були ночувати на вулицях міста.
12 жовтня ситуація дещо покращилась, що дало можливість випустити 32 тролейбуси на маршрути 1, 3, 5, 9, 10, 15, 15А, 19 та 20, що склало половину випуску до масованого обстрілу. Додатково на маршрути 7,7А та 11,11А, що обслуговують Південно-Західний мікрорайон випустили 14 автобусів підприємства "Електротранс". Щоправда через кілька годин рух тролейбусів зупинився по всьому місту, понад три десятки тролейбусів вимушені були ночувати на дорогах міста.
За тиждень ситуація стабілізувалась, в годину-пік на лінії працювало 40 тролейбусів, в між-пік - 25.
22 жовтня РФ вчергове нанесла ракетний удар по енергетичній інфраструктурі, що спричинило скорочення кількості тролейбусів в місті до 30 одиниць на маршрутах 3, 5, 8, 8А, 9, 10, 15, 15А, 17. Також через це, протягом місяця тролейбуси не курсували в мікрорайон Південно-Західний, де знаходиться тролейбусне депо, тому 40 тролейбусів ночували на кінцевих "Гречани" та "Ракове", а також біля зупинки "Пам'яті Героїв", "Торгівельний центр", "Міська лікарня" та "вул. Староміська". Працювали тролейбуси до 21:00.
З середини грудня ситуація з енергопостачання дещо покращилась, відновили рух до Південно-Західного мікрорайону а також змогли збільшити випуск тролейбусів до 43 одиниць, Не працювали лише малозавантажені маршрути №1, 2А, 5, 18, 56 та 57.
В період січня-березня, тролейбусний рух здебільшого стабілізувався. З березня продовжили роботу тролейбусів, оскільки 3 жовтня затвердили комендантську годину з 00:00 до 05:00, більшість тролейбусів працюють до 23:00, тобто як і в довоєнний період, останні тролейбуси працюють до 23:20. 
У вихідні дні графік роботи тролейбусів не зазнавав змін та продовжував працювати лише до 21:30, останні тролейбуси працювали до 22:00.
Починаючи з 13 травня, підприємство продовжило курсування тролейбусів у вихідні на маршрутах міста до 23:00 з графіками робочих днів, а також збільшило випуск у вихідні з 44 до 50 одиниць.

### Чинні маршрути

#### Денні маршрути
У Хмельницькому діє 26 маршрутів:

#### Нічні маршрути (закриті)
| № | Початковий пункт | Кінцевий пункт | Траса маршруту | Інтервал | Час роботи |
| - | ---------------- | -------------- | --- | -------- | ---------- |
| 1 | з-д «Катіон»     | вул. Довженка  | Прямий напрямок:вул. Тернопільська, вул. Молодіжна, вул. Інститутська, вул. Кам'янецька, вул. Подільська, вул. Свободи, вул. Шевченка, вул. Трудова, вул. Чорновола, вул. Майборського, вул. Гарнізонна, вул. Довженка. Зворотній напрямок: Вул. Довженка, вул. Гарнізонна, вул. Майборського, вул. Чорновола, вул. Трудова, вул. Шевченка, вул. Свободи, вул. Подільська, вул. Кам'янецька, вул. Толстого, вул. Львівське шосе | 60—97    | 0:05-5:25  |
| 2 | ВО «Алмаз»       | Автовокзал № 2 | Прямий напрямок:вул. Курчатова, вул. Проскурівського Підпілля, вул. Кам'янецька, вул. Подільська, вул. Свободи, вул. Шевченка, Автовокзал № 2. Зворотній напрямок: Автовокзал № 2, вул. Шевченка, вул. Свободи, вул Подільська, вул. Кам'янецька, вул. Проскурівського Підпілля, вул. Курчатова | 50—69    | 0:02-4:53  |
| 3 | Озерна           | Автовокзал № 2 | Прямий напрямок:вул. Панаса Мирного, Проспект Миру, вул. Старокостянтинівське шосе, вул. Проскурівська, вул. Горького, вул. Шевченка, Автовокзал № 2. Зворотній напрямок: Автовокзал № 2, вул. Шевченка, вул. Свободи, вул. Героїв Майдану, вул. Кам'янецька, вул. Подільська, вул. Соборна, вул. Староміська, вул. Степана Бандери, Проспект Миру, вул. Панаса Мирного                                                         | 54—61    | 0:02-3:50  |
| 4 | Озерна           | з-д «Катіон»   | Прямий напрямок: вул. Панаса Мирного, Проспект Миру, Степана Бандери, вул. Кам'янецька, Толстого, Львівське шосе. | 45       | 4:00-5:22  |

Вперше нічні тролейбуси розпочали курсувати 1 лютого 2016 року. Пасажири і пільговики платили за проїзд 6 гривень. На кожному маршруті курсував 1 тролейбус, тобто всього на ніч на лінію виходили три тролейбуси. До 10 лютого 2016 року маршрути були пронумеровані таким чином: № 61, № 62 , № 63. Головною метою перевірки експлуатації нічних тролейбусів була рентабельність. А саме до 1 травня 2016 потрібно було за ніч перевезти 400 пасажирів. При тому що в першу ніч було перевезено 186 пасажирів до закінчення строку не було перевезено потрібної кількості пасажирів. Але пізніше проєкт продовжили до початку осені 2016 року.
Хмельницький став другим містом в Україні, що започаткувало експлуатацію нічних тролейбусів.
До 1 вересня 2016 року «Електротранс» не запускав машини з низькою підлогою в темну пору доби. Але з часом цей нюанс було вирішено. Тролейбуси виїжджали переважно опівночі. Останній тролейбус заїжджав в депо о 05:30, при тому, що перший ранковий тролейбус виїжджав о 04:50.
4 липня 2019 було запущено нічний маршрут 4, що курсував від мікрорайону «Озерна» до заводу «Катіон» по Львівському шосе. Це було необхідним для розвозки працівників Речового ринку, що знаходиться на Львівському шосе. Від Озерної тролейбус вирушав о 4:00 та 4:45. Виконувався рейс лише в сторону Речового ринку, курсував на маршруті лише низькопідлоговий тролейбус Богдан Т70117 під номером 12 на електронному маршрутовказівнику, оскільки шлях прямування нічного маршруту 4 на 100% дублював денний маршрут №12. У зв'язку з нерентабельністю, станом на кінець серпня 2019 року нічні тролейбуси припинили свою роботу.

### Закриті маршрути
| №   | Початковий пункт      | Кінцевий пункт     | Примітки | Дата закриття                                                                      |
| --- | --------------------- | ------------------ | --- | ---------------------------------------------------------------------------------- |
| 1   | Завод «Катіон»        | Техучилище № 3     | Найперший тролейбусний маршрут міста.Закритий через закриття вулиці проскурівської для автомобільного руху                                             | 1984                                                                               |
| 1   | Кінотеатр «Сілістра»  | Вулиця Свободи     | Через вул. Свободи, вул. Зарічанську, просп. Миру, вул. Рибалка, Зарічанську, Свободи. Відкритий у грудні 1984 року.Закритий через малий пасажиропотік | 1990-ті                                                                            |
| 1А  | Завод «Катіон»        | Техучилище № 3     | Відкритий у 1980 році через вул. Молодіжну, вул. Інститутську.Закритий через закриття вулиці проскурівської для автомобільного руху                    | 1984                                                                               |
| 2   | Завод «Катіон»        | Школа № 6          | Відкритий у 1972 році, курсував по вул. Тернопільській. До 21.11.1996 курсував до к-тру «Сілістра».Закритий через дубляж маршрутом №10                 | 01.10.1998                                                                         |
| 4   | Торговельний центр    | Вулиця Довженка    | Відкритий 1973 року.Закритий через малий пасажиро потік.В 2021 році відновлено рух,но під № 19.                                                        | 12.12.2010                                                                         |
| 6   | Театр ім. Старицького | Озерна             | Відкритий 1997 року.Закритий майже через дубляж маршрутом №10                                                                                          | 12.12.2010                                                                         |
| 8   | ВО «Алмаз»            | Вулиця Староміська | Відкритий 1991 року.Рух відновлено в 2020 році. | Закритий 27 грудня 2017 року у зв'язку з введенням нової транспортної мережі міста |
| 16А | ВО «Алмаз»            | Завод «Катіон»     | Відкритий 12.12.2010 року, через Львівське шосе | Закритий 27 грудня 2017 року у зв'язку з введенням нової транспортної мережі міста |

## Рухомий склад

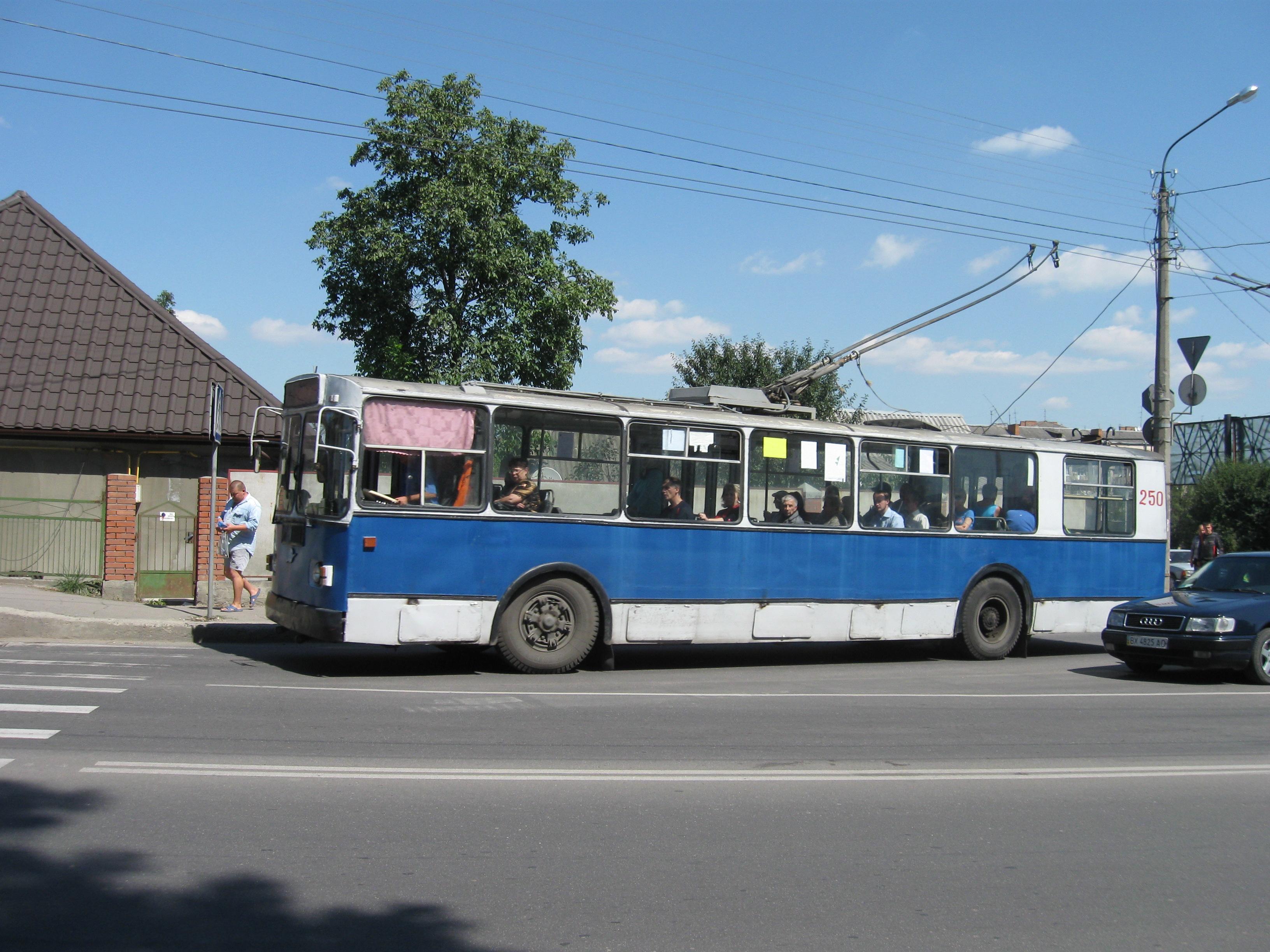
Тролейбус біля Хмельницького ринку

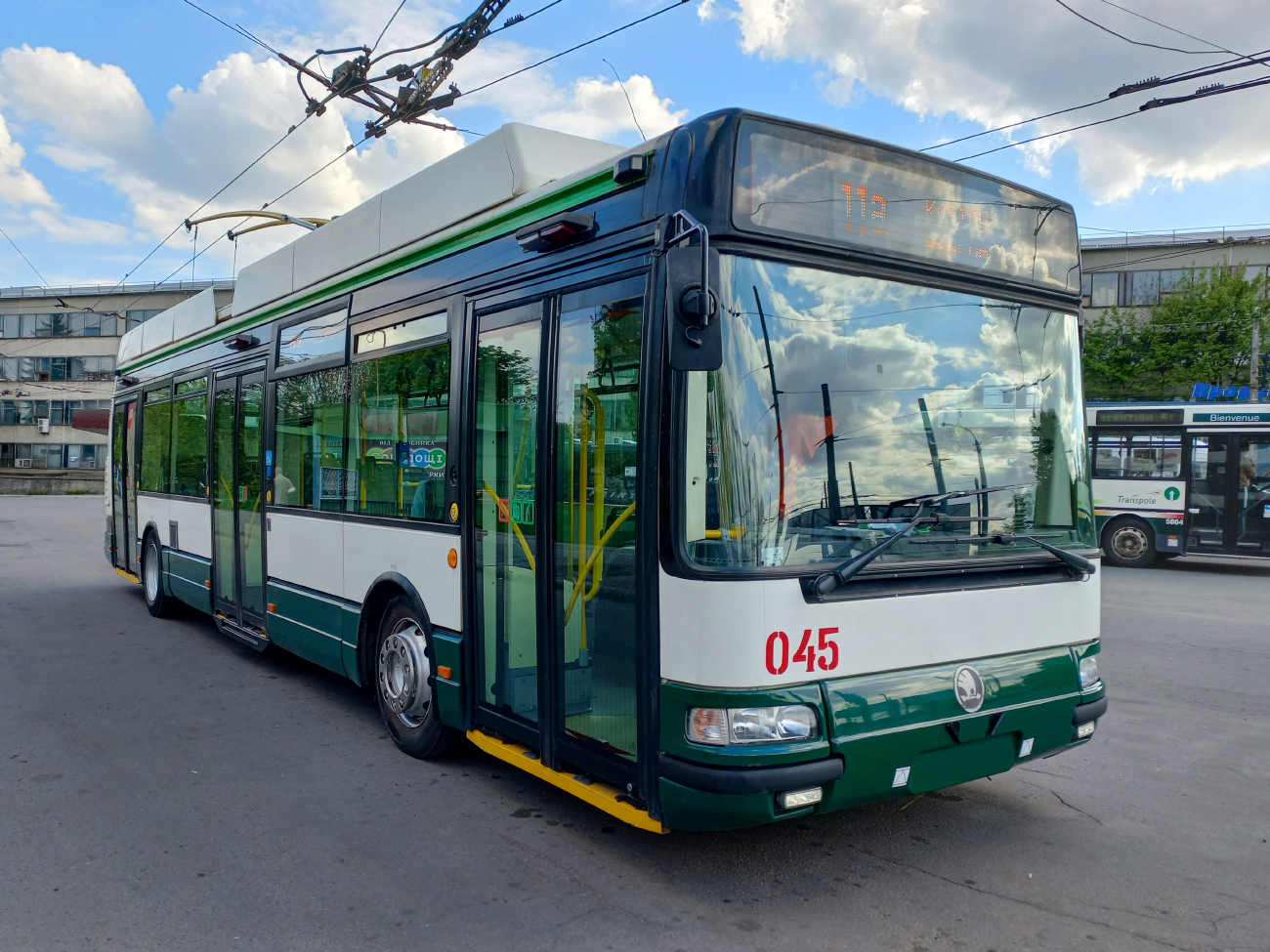
Škoda 24Tr Irisbus Citybus № 045

26 липня 2022 року Хмельницьке підприємство «Електротранс» оголосило тендер на придбання п'яти вживаних низькопідлогових тролейбусів з електричним начинням Škoda — 1 звичайний односекційний Škoda 24Tr Irisbus та одного зчленованого тривісного Škoda 25Tr Irisbus (або аналогів). Передбачено, що вартість техніки має складати до 50 тис. € без ПДВ, вимоги до пропозицій — експлуатація в країнах Європейського Союзу, дата випуску — не раніше 2006 і 2007 років відповідно, термін поставки — до 31 грудня 2022 року тощо.

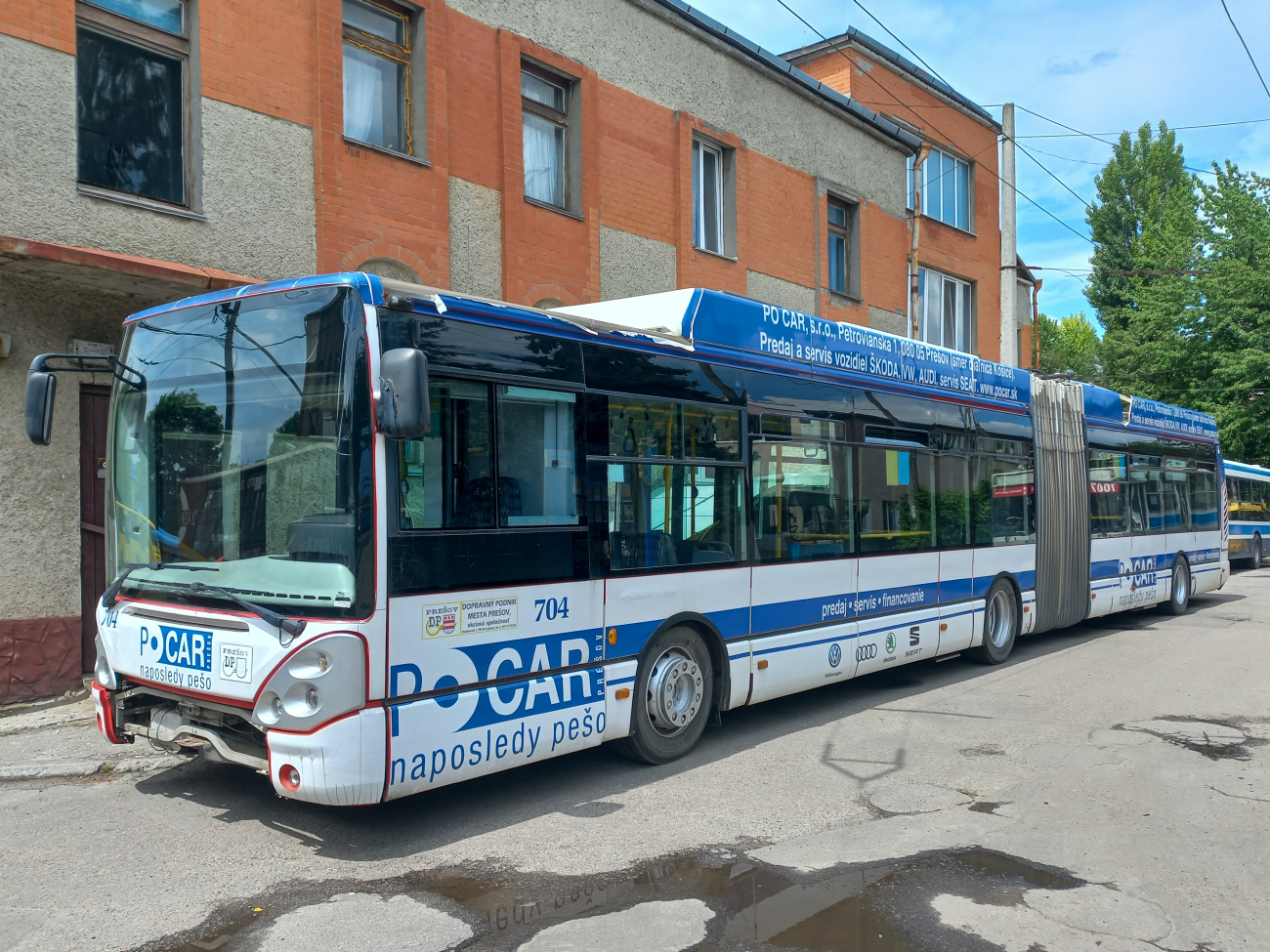
Škoda 25Tr Irisbus Citelis N046

Цікавим фактом є те, що на відміну від сусідніх західноукраїнських міст, у Хмельницькому до цього ніколи не було закупівель вживаної техніки з європейських країн, тому це є новим досвідом для підприємства.

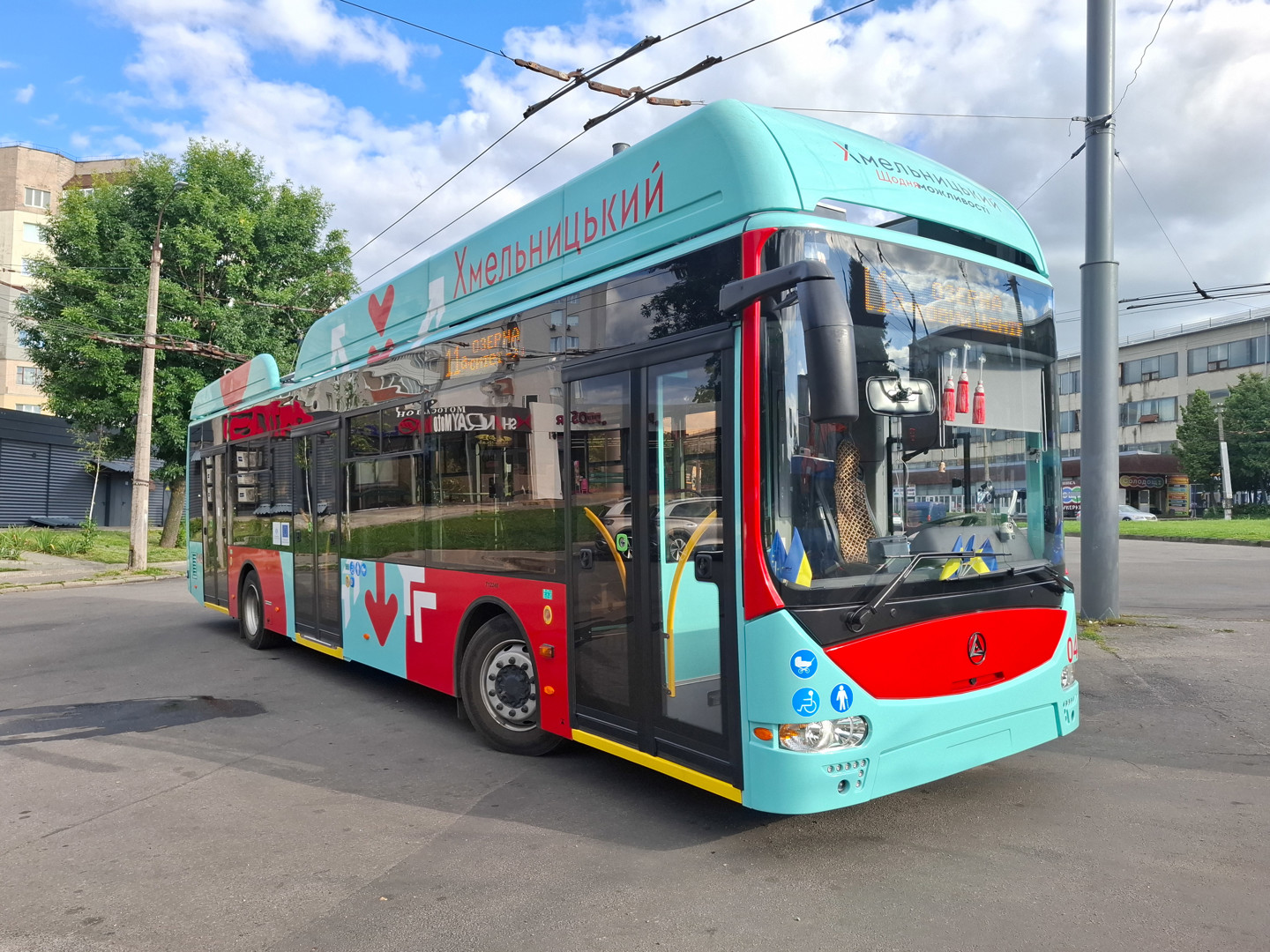
Еталон - Т12240 №048

31 липня 2024 року, підписали угоду з переможцем тендеру на закупівлю 44 нових тролейбусів. У тендері перемогло обʼєднання ТОВ "Чернігівський автозавод" і ТОВ "Політехносервіс". Упродовж 62 тижнів підприємство має передати Хмельницькому 44 тролейбуси, з яких 36 будуть звичайні з можливістю автономного ходу до 2 кілометрів та 8 тролейбусів будуть з автономним ходом до 20 кілометрів. Ще два тролейбуси придбають на зекономлені кошти.
17 квітня в місто прибув перший тролейбус Еталон - Т12240 "Барвінок".
18 травня прибув другий тролейбус Еталон - Т12240 "Барвінок".
| Модель                     | Виробник                                                     | Кількість станом на 08.02.2024 | Роки постачання | Бортові номера                                       |
| -------------------------- | ------------------------------------------------------------ | ------------------------------ | --------------- | ---------------------------------------------------- |
| ЗіУ-682В                   | Росія/СРСР, Завод ім. Урицького                              | 1 пасажирський+(2 службових)   | 1976-1992       | 165,173, 249                                         |
| ЗіУ-682В[В00]              | Росія/СРСР, Завод ім. Урицького                              | 2                              | 1986-1988       | 239,262                                              |
| ЗіУ-682В-012[В0А]          | Росія/СРСР, Завод ім. Урицького                              | 1                              | 1988-1990       | 220                                                  |
| ЗіУ-682В-013[В0В]          | Росія/СРСР, Завод ім. Урицького                              | 2                              | 1990            | 234,253                                              |
| ЗіУ-682Г[Г00]              | Росія/СРСР, Завод ім. Урицького                              | 13                             | 1991-1994       | 237,244,246, 254,258,260,261,263,264,275,276,278,281 |
| ЮМЗ Т2                     | Україна, Південний машинобудівний завод                      | 6                              | 1994; 1997      | 280, 282—285,287                                     |
| ЗіУ-682Г-012[Г0А]          | Росія, Завод ім. Урицького                                   | 1                              | 2002            | 001                                                  |
| ЗіУ-682Г-016(012)          | Росія, Завод ім. Урицького                                   | 2                              | 2002-2006       | 198,259                                              |
| ЗіУ-682Г-016(018)          | Росія, Завод ім. Урицького                                   | 4                              | 2006-2007       | 002,004,005,006                                      |
| ЗіУ-682Г016.05             | Росія, Завод"Тролза"                                         | 1                              | 2011            | 240                                                  |
| Богдан Т60111              | Україна, Корпорація «Богдан Моторс»                          | 2                              | 2008            | 009, 010                                             |
| Дніпро Е187                | Україна, Дніпропетровський ремонтний завод електротранспорту | 2                              | 2008            | 007-008                                              |
| Електрон Т19101            | Україна, завод «Електрон»                                    | 2                              | 12.2014         | 011-012                                              |
| Богдан Т70117              | Україна, Корпорація «Богдан Моторс»                          | 31                             | 2015-2019       | 014-044                                              |
| Škoda 24Tr Irisbus Citybus | Чехія, Škoda Electric                                        | 1                              | 11.2022         | 045                                                  |
| Škoda 25Tr Irisbus Citelis | Чехія, Škoda Electric                                        | 1                              | 06.2023         | 046                                                  |
| Еталон Т12240              | Україна, Чернігівський автозавод                             | 15                             | 2025            | 047-061                                              |
| КТГ-1                      | СРСР, Київський Завод Електротранспорту                      | 2                              | 1972-1981       | ТГ-4, ТГ-6                                           |

| Модель       | Виробник                                  | Загальна кількість     | Роки постачання | Роки експлуатації |
| ------------ | ----------------------------------------- | ---------------------- | --------------- | ----------------- |
| Київ-6       | СРСР, Київський Завод Електротранспорту   | 25+(1 службовий)       | 1970-1971       | 1970-1981         |
| ЗіУ-5Д       | СРСР, Завод ім. Урицького                 | 29+(1 службовий)       | 1971-1972       | 1971-1981         |
| КТГ-2        | СРСР, Київський Завод Електротранспорту   | 2                      | 1986            | 1986-~2002        |
| КТГ-4        | СРСР, Київський Завод Електротранспорту   | 1                      | 1976            | 1976-2004         |
| ЗіУ-682Б     | СРСР,Завод ім.Урицького                   | 34                     | 1972-1975       | 1972-1988         |
| Київ-11У     | Україна,Київський Завод Електротранспорту | 1                      | 1992            | 1992-2008         |
| ЮМЗ-Т1       | Україна,Південий машинобудівний завод     | 5(модернізовані в Т1Р) | 1992            | 1992-2006         |
| ЮМЗ-Т1Р(Т2П) | Україна, Південий машинобудівний завод    | 5                      | 1992            | 1992-2024         |

## Енергосподарство
Живлення мережі забезпечується 10 тяговими підстанціями, 193,8 км контактної мережі, 86 інших спецдротів.